# Suzanne Cocq
Suzanne Cocq (Elsene,12 juni 1894 - Etterbeek, 12 juli 1979) was een Belgisch kunstschilder van landschappen en stillevens, etser en houtgraveur.

## Loopbaan
Van 1907 tot 1910 volgde Cocq een studie decoratieve kunsten aan de school van Elsene. Ze vervolledigde haar opleiding met toegepaste kunst, illustratie, boekbinden en verluchting, later aan de Koninklijke Academie voor Schone Kunsten in Brussel met cursussen van Constant Montald. Cocqs specialiteit was de gouache schilderkunst. Haar stijl onderscheidt zich door een zekere naïviteit van de lineaire techniek en een scala aan tedere kleuren.  In 1928 won ze de Edmond Picard prijs. Verschillende van haar grafische werken worden bewaard in de afdeling prenten en tekeningen van de Koninklijke Bibliotheek van België.
Cocq werkte mee aan het album met etsen “Vieux sites d’Uccle” dat in 1942 werd uitgegeven door het "Uccle Centre d'Art".

## Familie
Suzanne Cocq was de dochter van Fernand Cocq, burgemeester van Elsene van 1919 tot 1922. Ze was gehuwd met Maurice Brocas.